# 樋口季一郎
樋口季一郎（日语：／ Higuchi Kiichirō；1888年8月20日—1970年10月11日）是一位日本陸軍中將。
樋口季一郎出生於兵庫縣三原郡本庄村上本庄（今屬南淡路市），是家中的長子。11歲時父母離婚，由母親家族撫養長大。1909年，他於陸軍士官學校第21期畢業。1918年，於陸軍大學校第30期畢業。他最初被派往波蘭擔任駐外武官。由於精通俄語，他後來被送往滿洲服役於關東軍。樋口季一郎是石原莞爾和阿南惟幾的密友。
1933年至1935年擔任步兵第41連隊隊長；1935年至1937年擔任第3師團參謀長。1937年作為軍事代表團成員之一，被公派前往德國。同年升少將。
1937年至1938年，擔任哈爾濱特務機關的機關長，期間在松岡洋右的協助下，允許逃離納粹德國統治的猶太難民穿越蘇聯邊境進入滿洲國統治下的滿洲里。樋口的屬下負責保障難民糧食，將他們安置到哈爾濱或上海，並簽發出境簽證。
1938年末被調回日本，後曾短暫在參謀本部工作。1939年，被任命為第9師團的師團長。1942年升中將，被派往札幌，擔任第5方面軍司令官。他參與阿留申群島戰役，其中包括阿圖島戰役和茅舍行動。此後，作為北部軍司令官，他組織在日本北部防禦盟軍的進攻。1945年8月，他組織在占守島和庫頁島南部抵抗蘇聯紅軍的入侵。日本投降後，他被史達林點名為「戰犯」，要求將他引渡到蘇聯審判。但由於他先前保護猶太人的善舉，世界猶太人大會發起拯救樋口運動，歐洲的猶太裔金融家亦進行政治遊說，最後駐日盟軍總司令麥克阿瑟拒絕了蘇聯方面的引渡要求。遠東國際軍事法庭也認定其無罪。
此後他於1946年在北海道小樽市外朝里過著隱居生活。1947年遷居宮崎縣小林市（後來的都城市）。1970年遷居到東京都文京區白山，同年去世。葬於神奈川縣大磯町妙大寺。